# اندیس گچ بیدله
گچ بیدله یک اندیس غیرفلزی است که در حوالی شهر اردل استان چهارمحال و بختیاری قرار دارد و مادهٔ معدنی موجود در آن، گچ است. و دیرینگی آن به دوران گچساران میوسن می‌رسد. 